# Sainte-Colombe-de-Duras
Sainte-Colombe-de-Duras is een gemeente in het Franse departement Lot-et-Garonne (regio Nouvelle-Aquitaine) en telt 96 inwoners (2009). De plaats maakt deel uit van het arrondissement Marmande.

## Geografie
De oppervlakte van Sainte-Colombe-de-Duras bedraagt 7,3 km², de bevolkingsdichtheid is dus 13,2 inwoners per km².
De onderstaande kaart toont de ligging van Sainte-Colombe-de-Duras met de belangrijkste infrastructuur en aangrenzende gemeenten.

## Demografie
Onderstaande figuur toont het verloop van het inwonertal (bron: INSEE-tellingen).